# Sasa shimidzuana
Sasa shimidzuana är en gräsart som beskrevs av Tomitaro Makino. Sasa shimidzuana ingår i släktet sasabambu, och familjen gräs. Inga underarter finns listade i Catalogue of Life.